# 董嘉耀
董嘉耀（1975年2月9日—），广东广州人，毕业于北京广播学院（现中国传媒大学）电视系电视节目主持专业，曾在中国中央电视台、广东电视台担任新闻主播，1998年加入凤凰卫视；目前为凤凰卫视副总裁、凤凰卫视资讯台台长，并担任《军情观察室》主持人、凤凰卫视各大节目制作人及监制。董嘉耀兼备多年节目主持、创作及管理的经验。

## 简历
董嘉耀出生于广东省广州市一个干部家庭，在广州市第一中学就读时期曾担任《广州青年报》首任广州学生通讯社的社长，在读大学之前，发表在中央、省、市级等报刊杂志的文章就超过百多篇。1997年毕业于北京广播学院（现中国传媒大学）电视系电视节目主持专业。毕业后在中国中央电视台国际频道及广东电视台担任新闻节目主持人。
1998年加入凤凰卫视。他先后主持《时事快报》、《时事直通车》、《风云对话》，也曾任《时事开讲》节目主持人兼制作人。2003年美伊战争爆发，创办并主持《军情观察室》节目，一直以来是凤凰卫视的王牌节目，2014年万俊担任该节目新的主持人，董嘉耀继续担任节目“总司令”。2005年7月担任凤凰卫视资讯台执行副台长，并于2011年起升为资讯台台长。

## 主持作品

### 曾主持
- 《时事快报》
- 《时事直通车》
- 《风云对话》
- 《时事开讲》

### 现主持
- 《军情观察室》（2014年5月起轮流主持）

## 家庭
目前已婚，育有一女。